# Kinowo
Kinowo (deutsch Kienow) ist ein Dorf in der Woiwodschaft Westpommern in Polen. Es liegt im Gebiet der Gmina Rymań (Landgemeinde Roman) und gehört mit dieser zum Powiat Kołobrzeski (Kolberger Kreis).

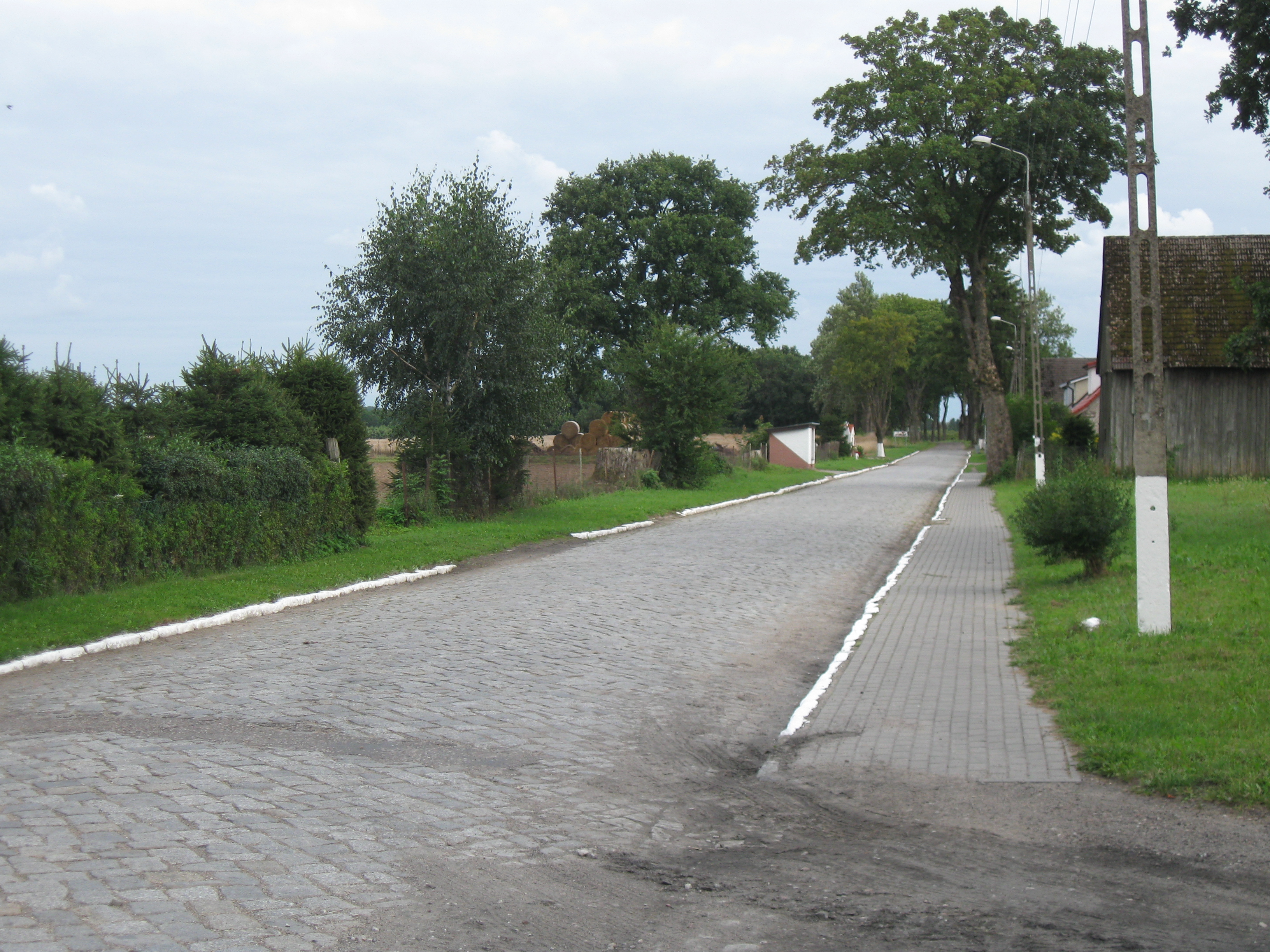
Ortsbild (Aufnahme von 2013)

## Geographische Lage
Das Dorf liegt in Hinterpommern, etwa 80 Kilometer nordöstlich von Stettin und etwa 25 Kilometer südwestlich von Kołobrzeg (Kolberg), umgeben von landwirtschaftlich genutzten Flächen. Nachbarorte sind im Norden Jarkowo (Jarchow) und im Süden Starnin (Sternin).
Westlich des Dorfes fließt der Rottbach, der etwa 1 Kilometer südwestlich des Dorfes in den von Ost nach West fließenden Ückerbach mündet.

## Geschichte

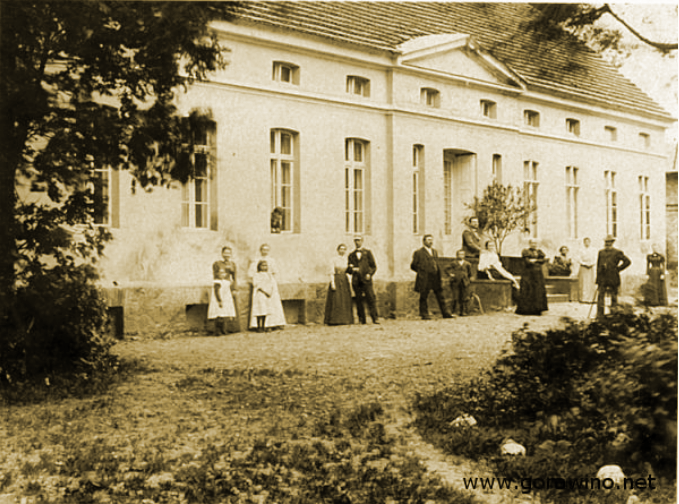
Ehemaliges Gutshaus Kienow (Aufnahme um 1900)

Das Dorf wurde erstmals in einer Urkunde aus den Jahren 1170/1177 erwähnt, mit der der pommersche Herzog Kasimir I. Mönchen aus dem Kloster Lund Landbesitz zur Gründung eines Klosters verlieh, darunter auch das Dorf Kynouwe, das jedoch wüst lag.
Bei der Klostergründung handelte es sich um das Kloster Belbuck, das aber schon um 1185 zunächst wieder aufgegeben wurde. Eine zweite Gründung des Klosters erfolgte durch Mönche aus Mariengaarde. Mit einer Urkunde aus dem Jahre 1208 verliehen die pommerschen Herzöge Bogislaw II. und Kasimir II. ihnen im Wesentlichen den gleichen Landbesitz, darunter wiederum das nun Kynowe genannte, wüste Dorf.
Im Jahre 1310 wurde in Kienow eine Pfarrkirche eingerichtet. Hierbei ordnete Heinrich von Wacholz, Bischof von Cammin, die Dörfer Jarchow, Sternin, Roman, Lestin und Charnow sowie die Kapelle in Reselkow dem neuen Pfarrsprengel zu. Sein Nachfolger, Bischof Konrad IV., bestätigte dies im Jahre 1320. Die Kirche in Kienow wurde vermutlich in der Reformationszeit aufgegeben.
Anstelle des mittelalterlichen Kirchdorfs erscheint in der Neuzeit ein Vorwerk, das im Besitz der adligen Familie Manteuffel war und zu deren Rittergut Sternin gehörte. Es wurde auch Strebelow (nicht zu verwechseln mit dem im 19. Jahrhundert etwa 10 Kilometer östlich eingerichteten, gleichnamigen Vorwerk Strebelow) oder Göhl genannt. Auf der Lubinschen Karte des Herzogtums Pommern (1618) ist Kinow verzeichnet. In Ludwig Wilhelm Brüggemanns Ausführlicher Beschreibung des gegenwärtigen Zustandes des Königlich-Preußischen Herzogtums Vor- und Hinterpommern (1784) ist im Artikel Sternin eine Schäferei aufgeführt, „die Strebelow genannt“.
In Heinrich Berghaus’ Landbuch des Herzogtums Pommern und des Fürstentums Rügen (1867) ist im Artikel Sternin das Vorwerk „Göhl oder Kinow, früherhin Strebelow genannt,“ aufgeführt.
Um 1880 teilten die beiden Besitzer des Rittergutes Sternin das Gut auf. Rudolf v. Manteuffel erhielt Sternin, Louis v. Manteuffel erhielt Kienow, das damit ein selbständiger Gutsbetrieb wurde. Doch bereits in den 1890er Jahren kam das Gut Kienow in andere Hände, später wechselten die Besitzer mehrfach. 1922 kaufte die Pommersche Landgesellschaft das Gut und teilte es in 22 Bauernstellen für Aussiedler aus den an Polen gekommenen Provinzen Posen und Westpreußen auf. Die neuen Bauernhöfe wurden teils aus den bisherigen Wirtschaftsgebäuden und Tagelöhnerhäusern des Gutes gebildet, teils wurden neue Bauernhöfe nördlich und südlich der Ortsmitte eingerichtet.
Kienow wurde mit Sternin im Jahre 1818 aus dem Kreis Greifenberg in den Kreis Fürstenthum umgegliedert; die neue Kreisgrenze verlief westlich des Dorfes. Bei der Auflösung des Kreises Fürstenthum im Jahre 1871 kam Kienow mit Sternin zum Kreis Colberg-Cörlin. Die kommunalpolitische Zuordnung von Kienow folgte der Entwicklung des Gutes: Im 19. Jahrhundert gehörte Kienow zunächst zum Gutsbezirk Sternin. Nach der Teilung von Sternin und Kienow wurde ein eigener Gutsbezirk Kienow gebildet, der ein Gebiet von (Stand 1905) 440 Hektar umfasste. Nach der Aufsiedlung des Gutes wurde der Gutsbezirk aufgelöst und in die Landgemeinde Sternin eingegliedert. Bis 1945 war Kienow dann ein Wohnplatz in der Landgemeinde Sternin und gehörte mit dieser zum Kreis Kolberg-Körlin in der Provinz Pommern.
Nach dem Zweiten Weltkrieg kam Kienow, wie ganz Hinterpommern, an Polen. Die Bevölkerung wurde vertrieben. Der Ortsname wurde als Kinowo polonisiert.

## Entwicklung der Einwohnerzahlen
- 1895: 130 Einwohner im Gutsbezirk Kienow[5]
- 1905: 081 Einwohner im Gutsbezirk Kienow[5]
- 1910: 110 Einwohner im Gutsbezirk Kienow[5]
- 1919: 177 Einwohner im Gutsbezirk Kienow[5]
- 1923: 195 Einwohner im Gutsbezirk Kienow[5]
- 2013: 134 Einwohner[6]